# República Popular de Bulgaria
La República Popular de Bulgaria (en búlgaro: Народна Република България, Narodna Republika Bŭlgariya) era el nombre oficial de Bulgaria, cuando era una república socialista que existió desde 1946 hasta el 15 de noviembre de 1990 gobernada por el Partido Comunista Búlgaro (PCB), que a su vez gobernó junto con su socio de coalición, la Unión Nacional Agraria Búlgara (ex aliado comunista). Bulgaria fue parte del Comecon y miembro del Pacto de Varsovia y estuvo estrechamente aliada con la Unión Soviética durante la Guerra Fría. El movimiento de resistencia búlgaro durante la Segunda Guerra Mundial depuso a la administración del Reino de Bulgaria en el golpe de Estado búlgaro de 1944 que puso fin a la alianza del país con las potencias del Eje y condujo a la República Popular en 1946.
La República Popular de Bulgaria modeló sus políticas de la Unión Soviética, transformando el país en el transcurso de una década de una agraria compuesta en su mayoría por campesinos en un estado socialista completamente industrializado. A mediados de la década de 1950 y después de la muerte de Stalin, la línea dura del partido perdió influencia y siguió un período de liberalización social y estabilidad bajo Todor Zhivkov.
Siguieron varios grados de influencia conservadora o liberal. Después de que se construyera una nueva infraestructura de energía y transporte, en 1960 la fabricación se convirtió en el sector dominante de la economía y Bulgaria se convirtió en un importante exportador de artículos para el hogar y más tarde de tecnologías informáticas, lo que le valió el apodo de "Silicon Valley del Bloque del Este". Los niveles de productividad relativamente altos del país y los altos puntajes en las clasificaciones de desarrollo social lo convirtieron en un modelo para las políticas administrativas de otros países socialistas.
En 1989, después de algunos años de influencia liberal, se iniciaron reformas políticas y Todor Zhivkov, que se había desempeñado como jefe del partido desde 1954, fue destituido de su cargo en un congreso del Partido Comunista Búlgaro. En 1990, bajo el liderazgo de Aleksander Likov, el PCB cambió su nombre a Partido Socialista Búlgaro (PSB) y adoptó la socialdemocracia y el socialismo democrático en lugar del Marxismo-Leninismo. 
Después de la victoria del BSP en las elecciones de la Asamblea Constitucional de Bulgaria en 1990, que fue la primera elección abiertamente disputada multipartidista desde la elección parlamentaria búlgara de 1931, el nombre del estado se cambió a República de Bulgaria. Geográficamente, la República Popular de Bulgaria tenía las mismas fronteras que la actual Bulgaria y limitaba con el Mar Negro al este; Rumania (en esa época conocida como la República Socialista de Rumania) al norte; Yugoslavia (a través de República Socialista de Serbia y República Socialista de Macedonia) al oeste y Grecia y Turquía al sur.

## Fundación
En medio de la Segunda Guerra Mundial, el 9 de septiembre de 1944 los rebeldes antifascistas búlgaros del Frente de la Patria (integrado entre otras organizaciones por el Partido Comunista Búlgaro), con ayuda del Ejército Rojo, derrocan al régimen monárquico y el nuevo gobierno declara la guerra a Alemania.
Finalizada la guerra, en 1946 se celebró un referéndum en el cual el 93% de la población se manifestó contra la monarquía y, por ello, fue proclamada la República Popular. El mismo año hubo elecciones a la Asamblea Nacional: el Frente de la Patria sacó el 71% de los votos, con lo cual se formó un gobierno presidido por Georgi Dimitrov, líder del BKP. Poco después, todos los partidos, entre ellos la relevante Unión Agraria y el Partido Socialdemócrata fueron ilegalizados, quedando el Partido Comunista como único legal. 

## Gobierno

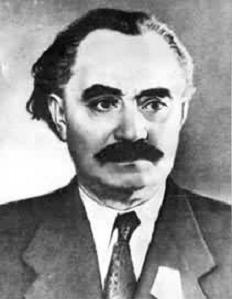
Georgi Dimitrov.

Aunque se celebraban elecciones generales, directas, secretas e iguales, con derecho a voto de todo ciudadano mayor de 18 años, los candidatos tenían que estar aprobados por el Partido Comunista, por lo que el régimen en el que se fundaba la República Popular se considera una dictadura sin pluralismo político real. 
El órgano supremo del Estado era la Asamblea Nacional, compuesta de 400 diputados electos por el pueblo de entre miembros aprobados por el Partido Comunista. Esta designaba a los miembros del Consejo de Estado (poder ejecutivo nacional) y a los del Consejo de Ministros (administración de la República).
El país se dividía en distritos y estos, a su vez, en municipios. El gobierno de los mismos correspondía a los Consejos Populares y a sus Comités Ejecutivos. El poder judicial estaba compuesto por el Tribunal Supremo (cuyos miembros duraban cinco años en el cargo), los tribunales de distrito y los tribunales populares.
En política exterior, Bulgaria formaba parte del Pacto de Varsovia y actuaba en alianza con la Unión Soviética.
La Constitución de la República Popular de Bulgaria fue aprobada el 5 de septiembre de 1947 por la Asamblea Nacional.
La bandera del Estado era la histórica de Bulgaria con el escudo nacional. El escudo de la República Popular fue creado en 1948 y modificado tres veces.

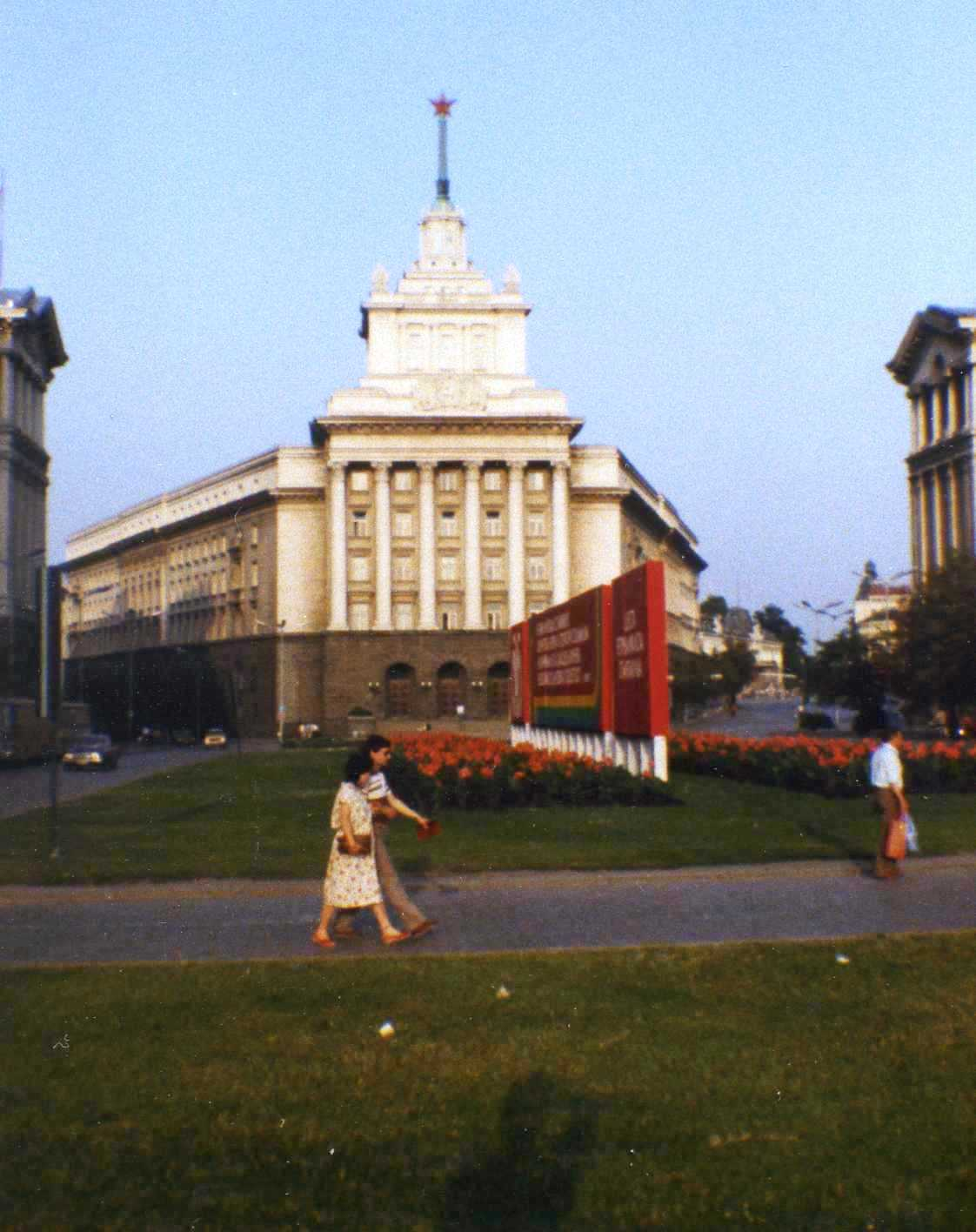
La sede del Partido Comunista Búlgaro en Sofía (1984).

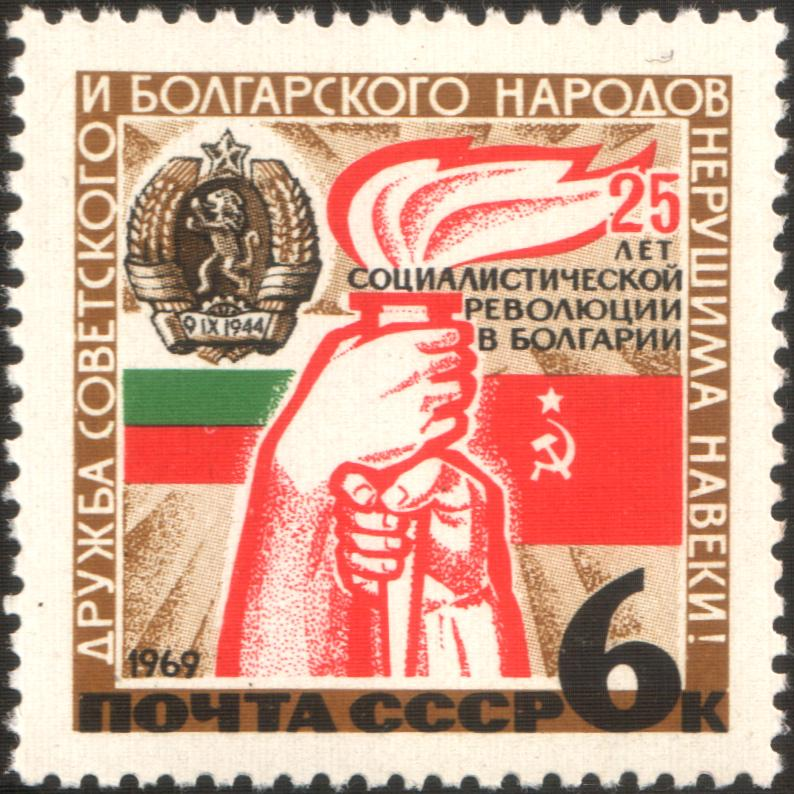
"La amistad entre los soviéticos y el pueblo búlgaro — indestructible para la eternidad", un sello soviético de 1969 conmemorando el 25º aniversario de la Revolución Socialista en Bulgaria.

En 1947 las tropas soviéticas se retiraron de Bulgaria. En junio de ese año se aprobó una nueva Constitución. Dimitrov fue sucedido por Kolarov en 1949, quien falleció al año siguiente. Reemplazado por Valko Chervenkov y este por Anton Yugov en 1956. La desestalinización emprendida en la Unión Soviética influyó en los demás países socialistas, incluida Bulgaria, donde fue destituido Yugov en 1962 acusado de usar métodos estalinistas. Fue elegido para sucederle Todor Zhivkov. En abril de 1965 se depuró a miembros del partido, ejército y diplomacia acusados de participar en un complot maoísta. Bajo Zhivkov, la línea política exterior búlgara se caracterizó por la desentralización económica en el interior y en la apertura a los países capitalistas en el exterior.
A causa de la brutal crisis económica que sacudía al país y ante presión popular, Zhivkov dimitió en noviembre de 1989 y en 1990 el PCB renunció a seguir detentando el poder y el país se abrió a una economía de mercado capitalista.

### Represión interna
Al igual que ocurría en el resto de países de la órbita soviética, la República Popular se basaba en un alto nivel de represión interna de la disidencia y en la negación del pluralismo de la sociedad búlgara. El Comité de Seguridad del Estado funcionó reprimiendo los movimientos democráticos en el interior del país y persiguiendo (y asesinando, como ocurrió en 1978 con Georgi Markov) a los disidentes fuera de Bulgaria. 
Como ejemplo, entre 1961 y 1981 fueron asesinados 415 extranjeros, en su mayoría alemanes, pero también nacionales de otros países del Este, que intentaban cruzar la frontera hacia Grecia.

### Organización territorial
Bulgaria estaba dividida en 28 distritos, correspondientes a las actuales 28 provincias.
En 1987, los 28 distritos fueron reorganizados en nueve provincias: Burgas, Ciudad de Sofía, Haskovo, Lovech, Montana, Plovdiv, Razgrad, Sofía y Varna.

## Economía
Según la Constitución, los medios de producción eran propiedad popular, gestionados a través del Estado, que poseía las riquezas naturales del suelo y subsuelo, las fuentes de energía, los medios de transporte y de comunicación, así como controlaba el comercio interior y exterior.
Entre 1939 (el mejor año para Bulgaria en términos económicos, antes de la Segunda Guerra Mundial) y 1972 la producción industrial aumentó 40 veces y la agrícola 2,6 veces. Antes del socialismo, Bulgaria era un país eminentemente agrario, pero fue industrializado: la correlación entre producción industrial y agropecuaria era en 1939 de 25 a 75, en beneficio de la segundo, pero para los años 1970 era 80 a 20 en favor de la industrial.

En los años 1970, la República Popular de Bulgaria tuvo un coeficiente de Gini de 18, ubicándose entre los países con los niveles más bajos de desigualdad de ingresos en el mundo.

La economía se desarrollaba mediante planes quinquenales. La renta nacional creció notablemente; el 70% de la misma se destinaba al consumo y el resto al ahorro. La industria generaba el 51% de los recursos y la agricultura del 22%.  Además, el desarrollo de la indústria de la informática, siendo Bulgaria un gran productor de computadoras y microchips, hizo que el país obtuviese el sobrenombre de "Silicon Valley del Bloque del Este".

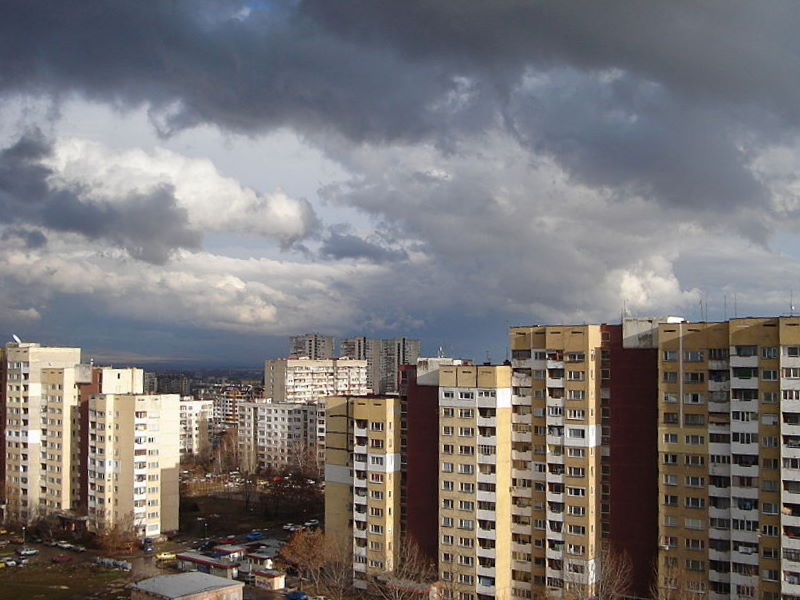
Bloques de apartamentos prefabricados en el distrito de Mladost, Sofía.

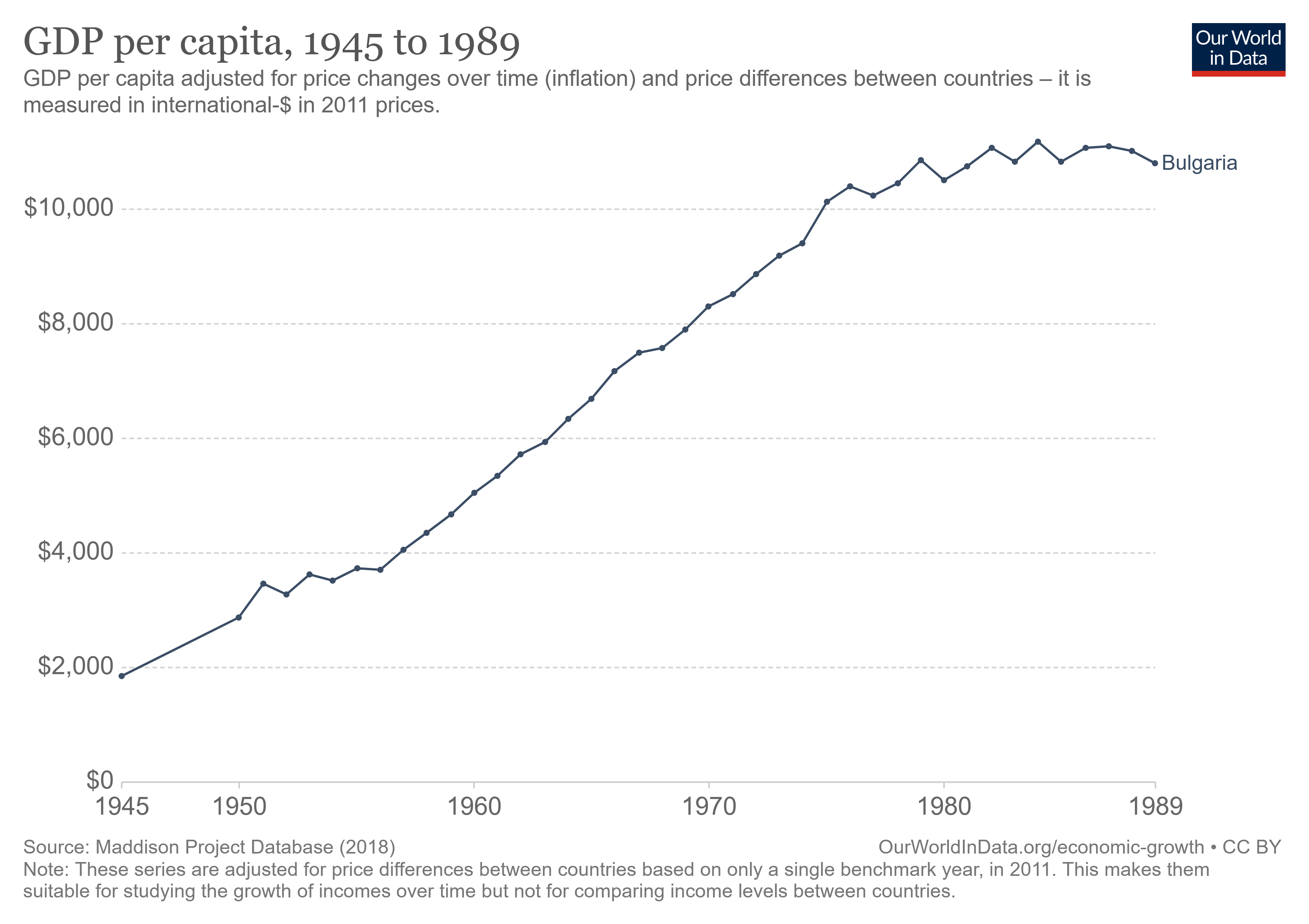
PIB per cápita en el periodo socialista, según Maddison Project (2018)

Hacia los 30 años del Estado socialista, los ingresos nacionales aumentaron 7 veces y la renta per cápita 4 veces. El salario creció progresivamente. Los ingresos reales de los trabajadores aumentaron gracias a la estabilidad de la moneda, la disminución del precio de los artículos al por mayor y de los servicios, impuestos y alquileres. En cuanto al ingreso familiar medio, los gastos en impuestos implicaban un 4,8% y en alquiler 2,8%.
El PIB per cápita pasó, en el periodo 1945-1989, de 1.900$ a 11.200$, multiplicando por 5 la renta per cápita durante este periodo.
Se levantaron solamente hasta 1972 aproximadamente 1.400.000 viviendas. Para esa misma fecha, alrededor del 60% de las viviendas búlgaras habían sido construidas durante los años de la República Popular. El Banco Nacional estimulaba la construcción de viviendas propias de los ciudadanos, concediendo préstamos a 20 años con un interés del 2%.
El país se volcó entonces en la alta tecnología, un sector que representó el 14% de su PIB entre 1985 y 1990. Sus fábricas producen procesadores, discos duros, disqueteras y robots industriales.

## Cultura y sociedad

### Ciencia
Antes de la revolución, ya existía la Academia Búlgara de Ciencias. Pero fue después de esta, que su personal aumentó de 16 a 7000 asistentes y un grueso número de colaboradores, así como contaba con 139 organismos de investigación. Los planes científicos estaban financiados por el Estado. Algunos de los sabios cuya fama trascendió internacionalmente eran: Nikola Obreshkov y Chakalov (matemáticos), Vladimir Georguiev (lingüista, primero en descifrar manuscritos cretenses), Todor Pavlov (filósofo), Jristo Daskalov (genetista), Dimiter Paskov (químico, creador de la nivalina, droga para combatir la poliomielitis).

### Educación
Después de la Revolución, el gobierno comunista erradicó el analfabetismo. Era obligatoria la educación hasta los 16 años y el 95% del alumnado continuaba la educación secundaria después de la primaria. Bulgaria era uno de los mejores países del mundo en ese aspecto. En los primeros 25 años fueron construidas casi 2.000 escuelas. La educación universitaria era gratuita y su población ascendió desde la instauración del socialismo. Los establecimientos de enseñanza superior se multiplicaron de 5 a 27 y, en relación con su población, Bulgaria ocupaba el tercer lugar en el mundo después de la Unión Soviética y Estados Unidos en número de estudiantes universitarios.

### Salud
Hacia 1951, toda la población de Bulgaria tenía asistencia médica estatal gratuita. El órgano central estatal de salud era el Ministerio de Salud Pública. La estructura organizativa de la salubridad seguía el criterio de la división administrativa del país.
Durante el socialismo en Bulgaria fueron creados numerosos institutos: de Protección a la Madre y al Niño; de Higiene Escolar y Educación Física; de Cirugía Estética y Prótesis; Antituberculoso; de Lucha contra el Cáncer; de Enfermedades Cutáneas y Venéreas; de Odontología; de Epidemiología y Microbiología; de Higiene; de Higiene del Trabajo y Enfermedades Profesionales; de Hematología y Donación de Sangre; Farmacéutico; Psiconeurológico; del Estudio de los Lugares de Descanso, Balnearios y Fisioterapia; de Medicina Experimental; de Biología; de Morfología; de Control Bacteriológico. Todos estos institutos estaban dirigidos por el Consejo Médico Científico del Ministerio de Salud y por la Academia Búlgara de Ciencias. La facultad de Medicina de la Universidad de Sofía fue ampliada y se crearon las facultades de Odontología y Farmacia.
Entre 1944 y 1958, el presupuesto de salud y seguros sociales se elevó de 386 a 2.672 millones de levas. En el mismo período, la cantidad de médicos creció de 3.516 a 11.000, la de dentistas de 824 a 2.171, la de farmacéuticos de 695 a 1.366, la de camas en hospitales y sanatorios de 12.085 a 47.852 y el desarrollo de la industria se multiplicó por seis. Durante el Segundo Plan Quinquenal (1953-1957) fueron construidos 38 nuevos hospitales. Fue creada también una amplia red para la prevención de enfermedades y el cuidado de la salud de los trabajadores, así como fue ampliada la cobertura de salud a las áreas rurales. El avance de la profilaxis permitió que el número de casos de malaria registrados descendiera de 64.965 en 1944 a 59 en 1958. Asimismo, se buscó mejorar la higiene urbana con los nuevos diseños de las casas construidos por el gobierno a través del Instituto de Urbanización y Arquitectura.

### Deporte
El gobierno de la República Popular promovió el deporte a través de las instituciones educativas y de los sindicatos. El desarrollo del deporte y la gimnasia estaban a cargo del Instituto Superior de Cultura Física.
En 1969 el equipo búlgaro de gimnasia artística ganó el Campeonato Mundial. Sus mayores logros fueron conseguidos en 1980, en los Juegos Olímpicos de Moscú, donde Bulgaria obtuvo el tercer lugar en la clasificación global (8 medallas de oro, 16 de plata y 17 de bronce) y en los Juegos Olímpicos de Seúl 1988 (séptimo lugar, 10 medallas de oro, 12 de plata y 13 de bronce).

### Artes
En 1967 se creó el Comité de Arte y Cultura, durante el 1.er Congreso de Cultura, en el que participaron 1800 delegados. Cada Congreso elegía a los 163 miembros del Comité por 5 años. Este tenía un Buró Ejecutivo cuyo presidente tenía rango ministerial. Este organismo se encargaba de la producción y difusión de obras culturales búlgaras. Tenía consejos en distritos y municipios donde participaban los activistas y en los que tenían representación varias organizaciones culturales, como las que se detallan a continuación.
Aproximadamente 350 escritores y poetas se agrupaban en la Unión de Escritores. La tirada literaria era de seis libros por habitante. Había 11.000 bibliotecas públicas.
Había 59 teatros; su audiencia se quintuplicó desde la instauración del socialismo (6.000.000 de espectadores anuales en 1974). También se desarrolló el cine nacional, mediante el estatal Centro Cinematográfico; había 3.337 salas con más de 100.000.000 de espectadores por año. Algunas películas reconocidas internacionalmente: El sol y la sombra y Cuerno de cabra.
La Unión de Compositores Búlgaros agrupaba a 143 músicos. La Unión de Artistas y Pintores Búlgaros a 688 pintores. Casi todas las capitales de distrito contaban con una galería de arte y había 168 museos.

### Medios de comunicación y transporte
Se publicaban 759 periódicos (850.000.000 de ejemplares anuales) y 850 revistas (49.000.000 de unidades por año). Las líneas telegráficas y telefónicas suparaban ya los 70.000 km. Las emisoras de radio crecieron de 3 a 23 (entre 1939 y 1974) y su potencia se multiplicó. La televisión alcanzaba a todo el país.
El transporte se realizaba por ferrocarril (más de 6000 km, atravesando todas las ciudades, transportando 70.000.000 de toneladas de mercaderías y 100.000 pasajeros por año), carretera (más de 30.000 km, llevando 520.000.000 de toneladas y 371.000.000 de pasajeros anualmente), flota fluvial y marítima (transportando 20.000.000 de toneladas y 1.000.000 de pasajeros) y la aviación civil Balkan (1.100.000 viajeros al año).

### Seguridad social
En la Bulgaria socialista existía en derecho a la pensión para todos los trabajadores. Los fondos para el seguro social se extraían de las empresas y no se descontaban del sueldo. Los varones se jubilaban a los 60 años o 25 de servicio y las mujeres a los 55 y 20, respectivamente. La jornada laboral era de 46 horas semanales; después de 1968 se intentó reducirla a 5 días a la semana, aplicándose así en algunas ciudades.
La red de establecimientos de puericultura constaba hacia 1974 de 1.000 guarderías con 47.000 camas y 7.641 jardines de infantes con 340.000 plazas. La tasa que pagaban los padres cubría solo el 30% de los gastos del niño, el resto lo cubría los fondos sociales de consumo (a cargo del Estado). Existían también 1.500 campamentos de pioneros disfrutados por más de 600.000 chicos. También existían 1.000 casas de descanso con 70.000 plazas para los 14 días mínimos de vacaciones pagas anuales.

### Religión
En la República Popular de Bulgaria, la religión y el Estado estaban separados. Los ciudadanos tenían libertad para profesar o no una creencia y podía difundirla libremente. Las encuestas determinaron que cerca de dos tercios de la población no tenía religión. Del resto, la mayoría era ortodoxa.

## Símbolos oficiales

Escudo de 1948.
Escudo de 1948-1967.
Escudo de 1967-1971.
Escudo de 1971-1990.